# Hii King Hung
Hii King Hung es una deportista malasia que compitió en taekwondo. Ganó una medalla de plata en el Campeonato Asiático de Taekwondo de 1990, en la categoría de –51 kg.

## Palmarés internacional
| Campeonato Asiático | Campeonato Asiático | Campeonato Asiático | Campeonato Asiático |
| Año                 | Lugar               | Medalla             | Categoría           |
| ------------------- | ------------------- | ------------------- | ------------------- |
| 1990                | Taipéi (Taiwán)     | Medalla de plata    | –51 kg              |